# Saintfield
Saintfield (Iers: Tamhnach Naomh) is een plaats in het Noord-Ierse district Down. Saintfield telt 2955 inwoners. Van de bevolking is 71,4% protestant en 23,8% katholiek.